# 崤郡
崤郡，中国南北朝时设置的郡。
北周武帝时，改弘农郡置，治所在陕县（今河南省三门峡市）。辖境约当今河南省三门峡市和陕县地。属陕州。隋朝开皇初年废。